# Campsiura lutescens
Campsiura lutescens är en skalbaggsart som beskrevs av John Obadiah Westwood 1874. Campsiura lutescens ingår i släktet Campsiura och familjen Cetoniidae. Inga underarter finns listade.